# Koerich
Koerich (luxemburguès Käerch) és una comuna i vila a l'est de Luxemburg, que forma part del cantó de Capellen. Comprèn les viles de Koerich, Goeblange, Goetzingen i Windhof. Limita amb les comunes de Hobscheid, Septfontaines, Kehlen, Mamer, Garnich i Steinfort.

## Població
| Nacionalitat   | Població | %      |
| -------------- | -------- | ------ |
| Luxemburguesos | 1.350    | 74,92% |
| Forasters      | 452      | 25,08% |
| - Portuguesos  | 95       | 5,27%  |
| - Francesos    | 59       | 3,27%  |
| - Italians     | 48       | 2,66%  |
| - Belgues      | 108      | 5,99%  |
| - Alemanys     | 56       | 3,11%  |
| - Iugoslaus    | 12       | 0,67%  |
| - Altres       | 74       | 4,11%  |

## Evolució demogràfica
| Any        | Població |
| ---------- | -------- |
| 15/02/2001 | 1.802    |
| 01/01/2002 | 1.829    |
| 01/01/2003 | 1.806    |
| 01/01/2004 | 1.839    |
| 01/01/2005 | 1.861    |